# Medalha da Maternidade
A Medalha da Maternidade (em russo: Медаль Материнства, tr. Medal Materinstva) foi uma condecoração estatal da União Soviética, instituída pelo Decreto do Presidium do Soviete Supremo da URSS em 8 de julho de 1944. Possuía duas classes e era concedida a mães que dessem à luz ou criassem cinco filhos (para a segunda classe) ou seis filhos (para a primeira classe).
Até 1 de janeiro de 1995, aproximadamente 13,15 milhões de mulheres receberam a Medalha da Maternidade de primeira e segunda classe.
A medalha foi projetada pelo artista Nikolai Zhukov.

## Descrição

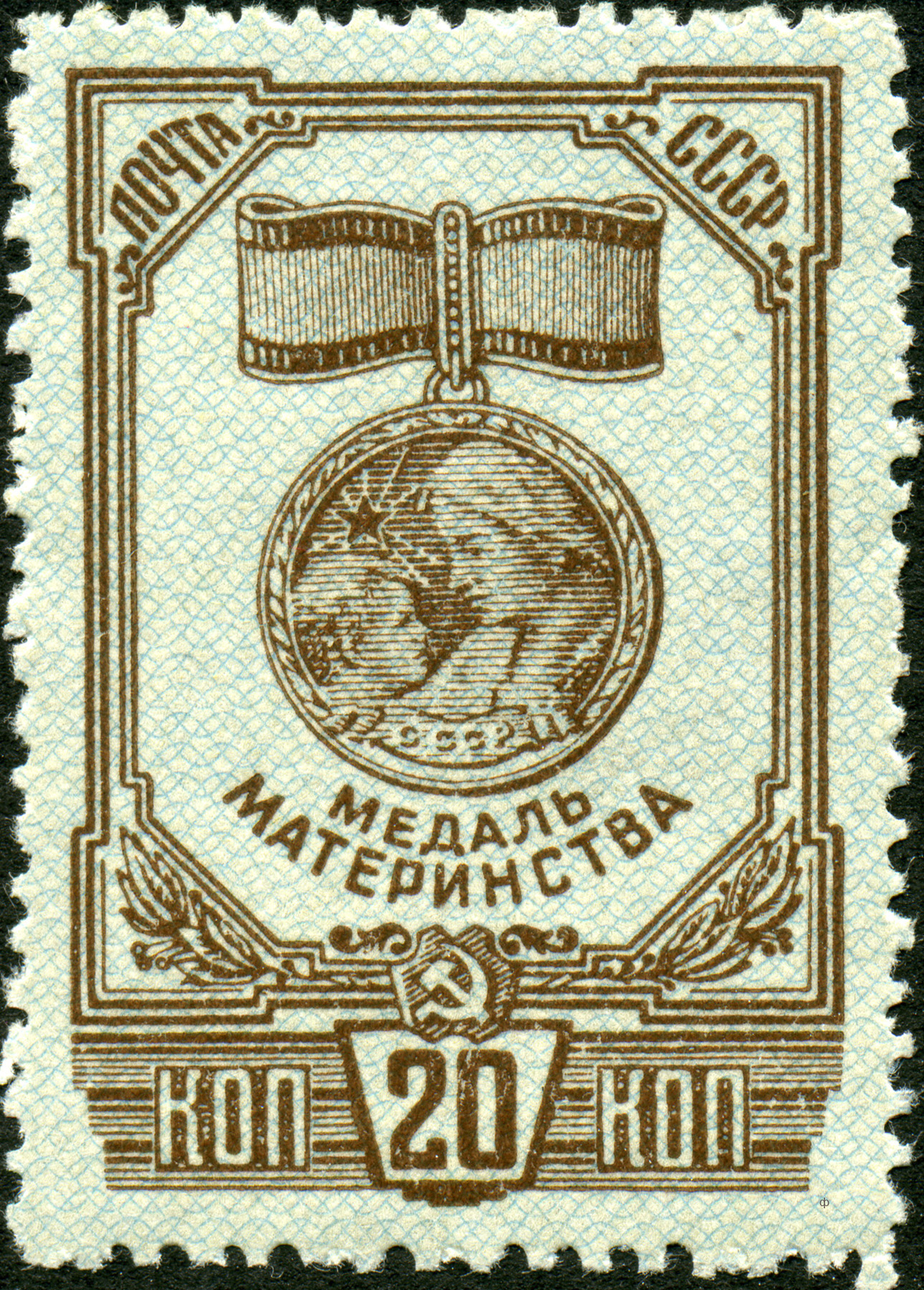
Medalha em selo da URSS de 1945

A Medalha da Maternidade tem um formato circular regular, com um diâmetro de 29 mm. No anverso, apresenta uma imagem em relevo do perfil de uma mãe com uma criança. No canto superior esquerdo, há uma estrela em relevo com raios emanando dela. Ao redor da medalha, há uma fina coroa de louros. Na parte inferior, há uma faixa com a inscrição "URSS" (em russo:«СССР»). Todas as imagens e inscrições são em relevo.  
No reverso, há um martelo e uma foice ao centro. Na parte superior, a inscrição "Медаль" (Medalha) e, na parte inferior, "Материнства" (da Maternidade), ambas em relevo.  
A medalha de 1ª classe era feita de prata 925, contendo 16,60 g de prata pura. Seu peso total, sem a montagem, era de 17,453±0,62 g. A medalha de 2ª classe era feita de bronze.
| 1ª classe | 2ª classe |
| --------- | --------- |
|           |           |

## Estatuto
A Medalha da Maternidade era concedida a mães que tivessem dado à luz e criado cinco ou seis filhos.
A condecoração era realizada em nome do Presidium do Soviete Supremo da URSS por meio de decretos dos Presidiums dos Sovietes Supremos das repúblicas soviéticas e autônomas.
A medalha possuía duas classes::
- Medalha da Maternidade de 1ª classe
- Medalha da Maternidade de 2ª classe

As mães eram premiadas conforme o número de filhos:
- com a medalha de 2ª classe, caso tivessem criado cinco filhos
- com a medalha de 1ª classe, caso tivessem criado seis filhos

A premiação era concedida quando o filho mais novo completava um ano de idade, desde que os demais filhos ainda estivessem vivos. Também eram considerados para a premiação:
- filhos adotivos legalmente reconhecidos;
- filhos que morreram ou desapareceram em serviço militar ou no cumprimento de deveres cívicos, como salvar vidas, proteger a propriedade socialista ou a ordem pública;
- filhos que faleceram em decorrência de ferimentos, doenças ocupacionais ou acidentes de trabalho.

As mães com seis filhos recebiam apenas a medalha de 1ª classe.
A medalha era usada no lado esquerdo do peito, podendo ser posicionada ao lado ou abaixo de outras condecorações.
Em caso de falecimento da mãe, a medalha e o certificado permaneciam com a família como lembrança.

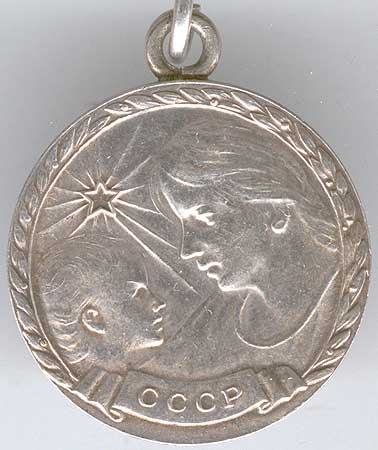
Anverso da medalha de prata
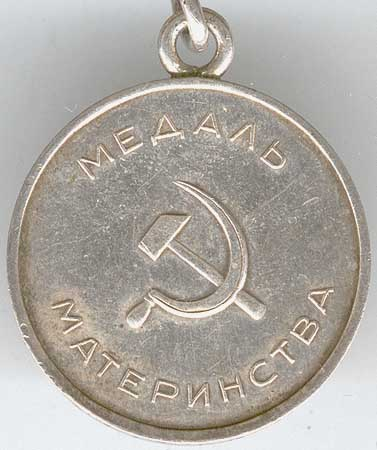
Reverso da medalha de prata
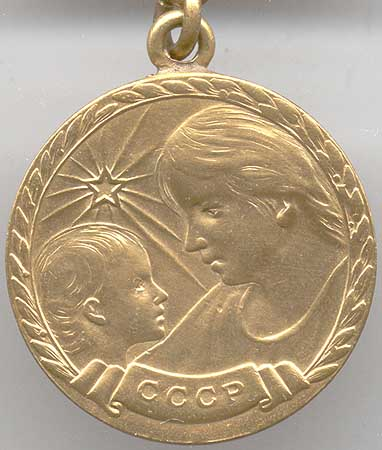
Anverso da medalha de bronze
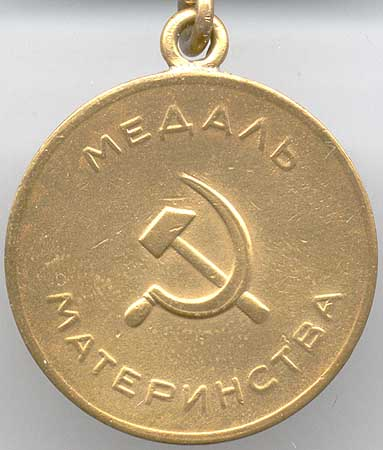
Reverso da medalha de bronze

## Ligações
- Medalha da Maternidade. Medalhas e ordens da URSS